# Lazíts, Kevin!
A Lazíts, Kevin! (eredeti cím: Kevin Can Wait) egy 2016 és 2018 között vetített amerikai szitkomsorozat. Az Andy Fickman által rendezett sorozat alkotói Bruce Helford, Rock Reuben és Kevin James, a főszereplő pedig az utóbbi által játszott frissen nyugdíjazott rendőr, Kevin Gable. James mellett a sorozatban szerepel többek közt Erinn Hayes, Taylor Spreitler, Ryan Cartwright és Gary Valentine.
A sorozatot az Amerikai Egyesült Államokban a CBS adta le 2016. szeptember 19. és 2018. május 7. között, Magyarországon a Humor+ mutatta be 2017. augusztus 14-én.

## Cselekmény
A sorozat főszereplője Kevin Gable, az egykori járőr, akit frissen nyugalmaztak rendőri állásából. Kevin örül a nyugdíjas élet beköszöntének, ugyanis így végre több időt tölthet együtt feleségével, Donnával és három gyermekükkel, Kendrával, Jackkel és Sarahval. Ám megtapasztalja, hogy az otthon töltött idő sem fenékig tejfel, de igyekszik helytállni a család okozta problémákban is.

## Szereplők
| Szereplő               | Színész                 | Magyar hang         |
| ---------------------- | ----------------------- | ------------------- |
| Kevin Gable            | Kevin James             | Holl Nándor         |
| Donna Gable            | Erinn Hayes             | Sipos Eszter Anna   |
| Kendra Gable           | Taylor Spreitler        | Molnár Ilona        |
| Chale Witt             | Ryan Cartwright         | Szalay Csongor      |
| Kyle Gable             | Gary Valentine          | Vári Attila         |
| Duffy                  | Lenny Venito            | Kerekes József      |
| Tyrone 'Goody' Goodman | Leonard Earl Howze      | Bognár Tamás        |
| Jack Gable             | James DiGiacomo         | Tóth Márk           |
| Sara Gable             | Mary-Charles Jones      | Hermann Lilla       |
| Mott                   | Christopher Brian Roach | Petridisz Hrisztosz |
| Vanessa Cellucci       | Leah Remini             | Németh Kriszta      |

## Epizódok
| Évad | Évad | Részek száma | Részek száma | Eredeti sugárzás     | Eredeti sugárzás | Eredeti adó | Magyar sugárzás     | Magyar sugárzás      | Magyar adó |
| Évad | Évad | Részek száma | Részek száma | Évadbemutató         | Évadzáró         | Eredeti adó | Évadbemutató        | Évadzáró             | Magyar adó |
| ---- | ---- | ------------ | ------------ | -------------------- | ---------------- | ----------- | ------------------- | -------------------- | ---------- |
|      | 1.   | 24           | 24           | 2016. szeptember 19. | 2017. május 8.   | CBS         | 2017. augusztus 14. | 2017. szeptember 14. | Humor+     |
|      | 2.   | 24           | 24           | 2017. szeptember 25. | 2018. május 7.   | CBS         | 2018. május 4.      | 2018. október 12.    | Humor+     |